# Virginie Hériot
Virginie Claire Désirée Marie Hériot (Le Vésinet, 26 juli 1890 – Arcachon, 28 augustus 1932) was een Frans zeilster.
Hériot zeilde af van af jongs aan. In 1910 trouwde Hériot met burggraaf François Marie Haincque de Saint Senoch, samen kregen zij een zoon en deelden zij de passie voor zeilen. In 1921 scheiden ze van elkaar. Vanaf dat moment besteed Hériot veel tijd aan het zeilen.
Hériot won tijdens de Olympische Zomerspelen 1928 in Amsterdam de gouden medaille in de 8 meter klasse. Door met haar ploeggenoten driemaal als eerste te eindigen in zeven wedstrijden.
Hériot won wedstrijden als de "Coupe of France, zijn majesteit Alfons XIII van Spanje Copa del Rey.
Hériot werd benoemd to ridder in het Franse Legioen van Eer.
In het begin van 1932 tijdens een storm op weg van Venetië naar Griekenland raakte zij ernstig gewond. Zij overleed later dat jaar, de afscheidsdienst voor Hériot werd gehouden in de Parijse kerk Église Sainte-Clotilde, zij werd tegen haar wil bijgezet in het familiegraf in La Boissière-École, haar zoon voldeed in 1947 aan haar wens van een zeemansgraf.

## Olympische Zomerspelen
| Jaar | Plaats    | Resultaten     |
| ---- | --------- | -------------- |
| 1928 | Amsterdam | 8 meter klasse |

1908: Charles Campbell / Blair Cochrane / John Rhodes / Henry Sutton / Arthur Wood ·
1912: Thomas Aas / Andreas Brecke / Torleiv Corneliussen / Thoralf Glad / Christian Jebe
1920 (model 1907): Thorleif Holbye / Alf Jacobsen / Kristoffer Olsen / Carl Ringvold / Tellef Wagle ·
1920 (model 1919): Thorleif Christoffersen / Magnus Konow / Reidar Martiniuson / Ragnar Vik ·
1924: Rick Bockelie / Harald Hagen / Ingar Nielsen / Carl Ringvold jr. / Carl Ringvold ·
1928: Donatien Bouché / André Derrien / Virginie Hériot / André Lesauvage / Jean Lesieur / Carl de la Sablière ·
1932: Owen Churchill / John Biby / Alphonse Burnand / Kenneth Carey / William Cooper / Pierpont Davis / Carl Dorsey / John Huettner / Richard Moore / Alan Morgan / Robert Sutton / Thomas Webster ·
1936: Bruno Bianchi / Luigi De Manincor / Domenico Mordini / Enrico Poggi / Luigi Poggi / Giovanni Reggio
- Biblioteca Nacional de España: XX1665542
- Bibliothèque nationale de France: cb121503908 (data)
- Gemeinsame Normdatei: 1050545591
- International Standard Name Identifier: 0000 0000 7103 0371
- Library of Congress Control Number: n2009059362
- Istituto Centrale per il Catalogo Unico: UBOV422825
- Système universitaire de documentation: 02999652X
- Virtual International Authority File: 51727264
- WorldCat: E39PBJf8vk8FKgDRKg8XmGQQbd